# Crocidomera
Crocidomera is een geslacht van vlinders van de familie snuitmotten (Pyralidae), uit de onderfamilie Phycitinae.

## Soorten
- C. fissuralis Walker, 1863
- C. imitata Neunzig, 1990
- C. intensifasciata Rothschild, 1921
- C. stenopteryx Dyar, 1922
- C. turbidella Zeller, 1848